# Mark Bresciano
Pour les articles homonymes, voir Bresciano.
Mark Bresciano, né le 11 février 1980 à Melbourne, est un ancien footballeur international australien. 
International australien, il a participé à la Coupe du monde 2006, au cours de laquelle il a joué tous les matchs, puis à celle de 2010 où il est titularisé lors de deux des trois matchs. Il a représenté l'Australie à tous les niveaux des jeunes, y compris lors de la Coupe du monde des moins de 20 ans 1999 et des Jeux olympiques de 2000, et est un membre régulier des « Socceroos ».

## Biographie

### Débuts en Australie
Bresciano grandit à Rosanna (en) près de Melbourne, pratiquant le football au niveau local et rejoignant l'équipe première des Bulleen Lions en Victorian Premier League (VPL) en 1995 à l'âge de 15 ans. Il a peu d'influence jusqu'à sa troisième année en équipe première, lorsqu'il marque quatre buts en quatre matchs de championnat et aide Bulleen à gagner la finale 1997 de la VPL. Sa réputation commence à croître et il est sélectionné dans une équipe universitaire australienne pour une tournée au Royaume-Uni en 1996. En 1997, il figure en bonne place dans l'équipe d'Australie qui échoue dans la campagne de qualification pour la Coupe du monde des moins de 17 ans, inscrivant cinq buts.
À la fin de la saison 1997 et après avoir terminé ses études secondaires au Marcellin College (en), il est admis à l'institut australien du sport (AIS), où il retrouve son ami d'enfance Vince Grella. La carrière des deux joueurs se confondent au cours des années suivantes. Pour la saison 1997-1998, lui et Grella signent avec le nouveau club de National Soccer League (NSL) Carlton SC (en), mais Bresciano est obligé d'attendre jusqu'à la 17e journée pour faire ses débuts en NSL. Il dispute ensuite tous les matchs du reste de l'année, et Carlton termine deuxième avec une place en finale. Bresciano marque le but décisif dans les arrêts de jeu de la demi-finale et qualifie le club pour sa première grande finale, qu'il perd 2-1. Il reste avec les « Bleus » pour la saison 1998-1999, marquant quatre buts en 18 matchs, mais le club termine bien loin du top six. En 1998 et 1999, Bresciano fait plusieurs apparitions pour l'Australie dans différents matchs avec les moins de 20 ans et moins de 23 ans, dont la Coupe du monde des moins de 20 ans en 1999, où les jeunes « Socceroos » sont éliminés au premier tour.

### Départ vers l'Italie
Comme pour beaucoup de joueurs australiens, Bresciano souhaite faire une carrière en Europe afin de développer son jeu et sa carrière. Bresciano et Grella mettent cap vers l'Italie, motivés en partie par leur origine italienne. En 1999, les deux joueurs rejoignent Empoli, qui vient d'être relégué en Serie B la saison précédente, et deviennent des membres réguliers de l'équipe première. Lors de la troisième année de Bresciano au club, il marque dix buts et hisse Empoli à la quatrième place puis en Serie A. Les deux compères apparaissent à plusieurs reprises en équipe d'Australie des moins de 23 ans lors des matchs de préparation des Jeux olympiques de 2000, en particulier lors de matchs amicaux organisés en Europe. Ils sont tous deux inclus dans l'équipe pour les Jeux olympiques de Sydney, bien que Bresciano ne soit retenu que comme remplaçant. L'année suivante, ses efforts avec l'équipe olympique sont récompensés par une première convocation avec les « Socceroos ». Le 1er juin 2001, Bresciano honore sa première cape avec l'Australie dans un match de Coupe des confédérations contre la France, rentrant en jeu à la 78e minute en remplacement de Josip Skoko. Il fait cinq autres apparitions cette année avec les « Socceroos », y compris un autre match contre la France en amical au Melbourne Cricket Ground, à nouveau en remplaçant Skoko.
À l'été 2002, il rejoint Parme pour sept millions d'euros, à l'époque une somme record pour un joueur australien. « L'arrivée à Parme a été un grand changement dans tous les sens, pas seulement du point de vue financier, mais il s'agit d'un grand club. La structure du club, les installations, sa popularité signifient que vous êtes sous beaucoup plus de pression pour obtenir un résultat », dit-il après la fin de la saison, bien conscient de son profil. Bien qu'elles soient entravées par une série de blessures, ses 24 apparitions en 2002-2003 permettent à Parme de décrocher la cinquième place et une place en Coupe UEFA. À la suite de la nouvelle relégation d'Empoli, il retrouve Grella qui reste en Serie A avec un transfert à Parme.

### Buts pour Parme et les Socceroos
Se fixant un objectif pour la saison 2003-2004 de cinq buts, Bresciano le dépasse avec huit buts en 33 matchs, plus que tout autre milieu de terrain du championnat, que Parme termine en cinquième position à nouveau. Bresciano revendique également une place de titulaire avec les « Socceroos », justifiant son choix par une série de buts, dont un coup franc vainqueur lors d'un match remporté contre la Nouvelle-Zélande et le seul but lors d'une victoire contre l'Afrique du Sud. La cinquième place de Parme les qualifie pour la Coupe UEFA 2004-2005, où le club parvient en demi-finale avant d'être éliminé par le CSKA Moscou, futur vainqueur. Leur performance en championnat est alors à l'opposé de celle en Coupe UEFA, en se classant 18e ils doivent disputer un match de barrage pour finalement conserver leur place en Serie A. Bresciano et Grella sont dispensés de la Coupe des confédérations 2005 par le sélectionneur australien Frank Farina pour leur permettre de participer au barrage contre Bologne. Les deux joueurs reviennent en équipe d'Australie en septembre 2005, alors sous la direction de Guus Hiddink, pour les éliminatoires de la Coupe du monde 2006 contre les Îles Salomon, suivis par un match amical contre la Jamaïque où Bresciano inscrit le premier des cinq buts australiens. Après avoir joué le match aller du barrage éliminatoire contre l'Uruguay le 12 novembre, Bresciano marque le seul but lors du match retour quatre jours plus tard. La victoire 1-0 donne un score cumulé de 1-1 après prolongation, les « Socceroos » remportent la séance de tirs au but et se qualifient pour la Coupe du monde en Allemagne.
Lors de la saison 2005-2006, Parme retrouve des couleurs en terminant 10e à la fin de la saison et Bresciano joue la majorité des matchs (plus tard Parme grimpe à la 7e place synonyme de Coupe UEFA à la suite de l'affaire des matches truqués du Calcio). Bresciano explique leur retour en grâce par des progrès sur le plan physique. Malgré un mauvais début de saison, l'équipe est « montée en puissance », comme la saison passée, avec un Bresciano devenant lui-même mentalement plus expérimenté.

### Coupe du monde 2006

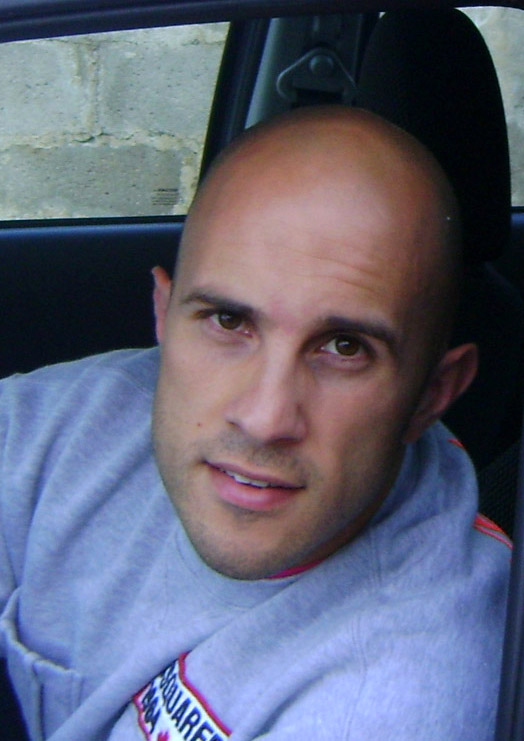
Mark Bresciano

Porté par sa bonne saison en club, Bresciano joue lors du premier match de l'Australie à la Coupe du monde 2006, étant remplacé avant que l'équipe ne marque trois buts face au Japon. Il joue en tant que remplaçant dans le deuxième match contre le Brésil et, lors du troisième match de la phase de poules, il est à l'origine du but inscrit par Harry Kewell contre la Croatie à la 79e minute,. Ce dernier but donne lieu à un match nul 2-2, un résultat assurant la qualification de l'Australie pour les huitièmes de finale. Contre l'Italie, Bresciano file au but à la 50e minute lorsqu'il est taclé irrégulièrement par Marco Materazzi, l'Italien reçoit un carton rouge. L'Italie gagne finalement le match grâce à un penalty obtenu dans les dernières minutes de jeu, éliminant les « Socceroos ». Attendu comme un acteur clé pour l'Australie, la performance globale de Bresciano au tournoi n'est pas à la hauteur, décrite par un journaliste sur le site de la FFA comme « solide sans être spectaculaire », même si son rôle de spécialiste des coups de pied arrêtés est mis en évidence.

### Palerme et la Coupe d'Asie
Peu de temps après la fin de la Coupe du monde, Bresciano signe à l'US Palerme un contrat de quatre ans, et apparaît régulièrement en équipe première en Serie A et en Coupe d'Europe. En octobre 2006, Bresciano marque ce que certains, dont l'entraîneur adjoint des Socceroos John Kosmina, décrivent comme le plus beau but jamais marqué pour l'Australie dans un match international. Lors d'un match de qualification pour la Coupe d'Asie contre Bahreïn, Mile Sterjovski reçoit une transversale qu'il remet en première intention dans la surface de réparation, Bresciano réagit rapidement pour mettre son corps à l'horizontale et frapper la balle de volée dans le filet. Ce but est comparé avec son premier but pour Palerme en Serie A, deux mois plus tôt, contre la Reggina en ouverture de la saison 2006-2007. Bresciano est sur le terrain le 2 février 2007, lorsque des violences éclatent en dehors du stade en marge du match Catane-Palerme. Il est touché par des gaz lacrymogènes dans le stade et ensuite décrit l'incident comme « complètement terrifiant ». Il marque son neuvième but international contre la Chine en mars 2007. En mai, une blessure à la cuisse lui fait rater le dernier match de Palerme, le match amical de l'Australie contre l'Uruguay le 2 juin et bouleverse sa préparation de la Coupe d'Asie 2007. Cependant, il récupère à temps pour un match contre le réchauffement climatique face à Singapour et joue en totalité les deux premiers matchs de l'Australie en Coupe d'Asie. Il est remplacé en seconde mi-temps contre la Thaïlande et en quart de finale contre le Japon avant l'élimination des « Socceroos » aux tirs au but. Le Sydney Morning Herald note les 71 minutes de jeu contre le Japon comme sa meilleure performance du tournoi, après des notes moyennes au premier tour.
Bresciano est de retour en équipe nationale en février 2008 pour les débuts de l'Australie en éliminatoires de la Coupe du monde 2010 contre le Qatar, en commençant le match et en marquant le troisième but des « Socceroos ». Il joue également 90 minutes dans le deuxième match du groupe, en Chine. Cette campagne de qualification voit le numéro de Bresciano en équipe nationale changer, il porte le 18 lors des deux matchs, tandis qu'auparavant il portait son traditionnel numéro 23.

### Faux départs en Angleterre et en Arabie saoudite
À son retour de la Coupe d'Asie, Bresciano devient la cible du club anglais de Premier League de Manchester City. Après que le nouvel entraîneur de Palerme Stefano Colantuono a confirmé qu'il allait quitter Palerme pour Manchester, les clubs conviennent d'un contrat de quatre ans pour un transfert de 5 millions £ et il commence à s'entraîner avec l'effectif de City. « Il me fallait un nouveau défi et je voulais sentir le facteur de l'excitation de nouveau dans mon jeu », déclare Mark en confirmant son désir de jouer en Angleterre, citant également la chance de jouer sous les ordres de Sven-Göran Eriksson comme une raison importante de sa venue à Manchester. Toutefois, les pourparlers entre les deux clubs sont rompus à la conclusion du transfert, le calendrier de paiement du transfert est donné comme raison principale - City cherchant à étaler le paiement - et Bresciano retourne à Palerme pour prendre part à la préparation de la saison,. Comme la date limite de transfert est passée et l'affaire est reportée aux calendes grecques, Bresciano continue à s'entraîner avec Palerme. Il entre en cours de jeu lors de la défaite inaugurale contre Rome et demeure dans l'équipe première avec la venue d'un nouvel entraîneur, Francesco Guidolin, bien que plus souvent sur le banc des remplaçants.
En 2008-2009, il entre en cours de match et marque un but, mais Palerme perd 3-1 à l'Udinese. Il est ensuite de retour dans le onze de départ après la nomination du nouvel entraîneur Davide Ballardini, jouant alternativement au poste d'ailier puis d'avant-centre pour la Rosanero, et permettant à Palerme d'obtenir sa deuxième victoire à l'extérieur de la saison en marquant deux buts contre la Sampdoria le 18 janvier 2009.
Le 13 mai 2010, Bresciano est annoncé au club saoudien d'Al Nassr pour un contrat de deux ans, information démentie par l'intéressé six jours plus tard.
Finalement, il rejoint la Lazio de Rome le 1er juillet 2010.

### Reconversion dans la culture de cannabis
Fin septembre 2018, l'ancien milieu de terrain des Socceroos annonce s'être reconverti dans la culture de cannabis à des fins thérapeutiques.

## Palmarès
- International australien (57 sélections, 11 buts) depuis le 1er juin 2001 : Australie 1 - 0 France[33].
- Vainqueur de la Coupe d'Italie en 2002.

## Statistiques de sa carrière
| Club           | Saison    | Division    | Division | Coupes nationales | Coupes nationales | Coupes européennes | Coupes européennes | Total       | Total | Total |
| Club           | Saison    | Apparitions | Buts     | Apparitions       | Buts              | Apparitions        | Buts               | Apparitions | Buts  |       |
| -------------- | --------- | ----------- | -------- | ----------------- | ----------------- | ------------------ | ------------------ | ----------- | ----- | ----- |
| Bulleen Lions  | 1995      | 1           | 0        | 0                 | 0                 | 0                  | 0                  | 1           | 0     |       |
| Bulleen Lions  | 1996      | 4           | 0        | 2                 | 0                 | 0                  | 0                  | 6           | 0     |       |
| Bulleen Lions  | 1997      | 4           | 4        | 4                 | 1                 | 0                  | 0                  | 8           | 5     |       |
| Total          | 1995-1997 | 9           | 4        | 6                 | 1                 | 0                  | 0                  | 15          | 5     |       |
| Carlton (en)   | 1997-98   | 10          | 2        | 4                 | 1                 | 0                  | 0                  | 14          | 3     |       |
| Carlton (en)   | 1998-99   | 18          | 4        | 0                 | 0                 | 0                  | 0                  | 18          | 4     |       |
| Total          | 1997-1999 | 28          | 6        | 8                 | 1                 | 0                  | 0                  | 32          | 7     |       |
| Empoli         | 1999-00   | 17          | 2        | 0                 | 0                 | 0                  | 0                  | 17          | 2     |       |
| Empoli         | 2000-01   | 30          | 5        | 1                 | 1                 | 0                  | 0                  | 31          | 6     |       |
| Empoli         | 2001-02   | 33          | 10       | 0                 | 0                 | 0                  | 0                  | 33          | 10    |       |
| Total          | 1999-2002 | 80          | 17       | 1                 | 1                 | 0                  | 0                  | 81          | 18    |       |
| Parme          | 2002-03   | 24          | 0        | 2                 | 0                 | 1                  | 0                  | 27          | 0     |       |
| Parme          | 2003-04   | 33          | 8        | 3                 | 2                 | 2                  | 0                  | 38          | 10    |       |
| Parme          | 2004-05   | 34          | 3        | 1                 | 1                 | 9                  | 0                  | 44          | 1     |       |
| Parme          | 2005-06   | 32          | 8        | 2                 | 0                 | 0                  | 0                  | 34          | 8     |       |
| Total          | 2002-2006 | 123         | 19       | 8                 | 3                 | 12                 | 0                  | 143         | 22    |       |
| Palerme        | 2006-07   | 34          | 6        | 1                 | 0                 | 4                  | 0                  | 39          | 6     |       |
| Palerme        | 2007-08   | 26          | 1        | 2                 | 0                 | 2                  | 0                  | 31          | 2     |       |
| Palerme        | 2008-09   | 26          | 4        | 1                 | 0                 | 0                  | 0                  | 27          | 4     |       |
| Palerme        | 2009-10   | 21          | 1        | 2                 | 1                 | 0                  | 0                  | 22          | 2     |       |
| Total          | 2006-2010 | 107         | 11       | 6                 | 1                 | 6                  | 0                  | 119         | 13    |       |
| Lazio          | 2010-11   | 8           | 0        | 1                 | 1                 | 0                  | 0                  | 9           | 1     |       |
| Total          | 2010-2011 | 8           | 0        | 1                 | 1                 | 0                  | 0                  | 9           | 1     |       |
| Al-Nassr       | 2011-12   | 21          | 10       | 0                 | 0                 | 0                  | 0                  | 21          | 10    |       |
| Total          | 2011-2012 | 21          | 10       | 0                 | 0                 | 0                  | 0                  | 21          | 10    |       |
| Al-Gharafa     | 2012-13   | 24          | 2        | 0                 | 0                 | 0                  | 0                  | 24          | 2     |       |
| Total          | 2012-2013 | 24          | 2        | 0                 | 0                 | 0                  | 0                  | 24          | 2     |       |
| Total carrière | 1995-2011 | 355         | 58       | 25                | 8                 | 18                 | 0                  | 398         | 66    |       |

Les coupes comprennent aussi les coupes non officielles, les tournois de relégation/promotion et les tournois finals de NSL/VPL 

### Carrière internationale
| Équipe nationale | Année     | Apparitions | Buts |
| ---------------- | --------- | ----------- | ---- |
| Australie U17    | 1997      | 5           | 5    |
| Australie U20    | 1998      | 4           | 0    |
| Australie U20    | 1999      | 3           | 0    |
| Australie U23    | 1998      | 3           | 0    |
| Australie U23    | 1999      | 4           | 0    |
| Australie U23    | 2000      | 8           | 0    |
| Australie        | 2001      | 6           | 0    |
| Australie        | 2002      | 0           | 0    |
| Australie        | 2003      | 3           | 1    |
| Australie        | 2004      | 6           | 3    |
| Australie        | 2005      | 7           | 3    |
| Australie        | 2006      | 9           | 1    |
| Australie        | 2007      | 7           | 1    |
| Australie        | 2008      | 8           | 2    |
| Australie        | 2009      | 6           | 0    |
| Australie        | 2010      | 5           | 0    |
| Australie        | 2011      | 0           | 0    |
| Australie        | 2012      | 7           | 1    |
| Australie        | 2013      | 5           | 1    |
| Total en A       | 2001-2013 | 69          | 13   |